# Тимонино (Саратовская область)
Тимонино — хутор в Озинском районе Саратовской области России. Входит в состав Липовского муниципального образования.

## География
Хутор находится в западной части района, в пределах Сыртовой равнины, на северном берегу пруда Кривая Отнога, на расстоянии примерно 25 километров (по прямой) к северо-западу от посёлка городского типа Озинки. Абсолютная высота — 73 метра над уровнем моря.
Часовой пояс
Хутор Тимонино, как и вся Саратовская область, находится в часовой зоне МСК+1. Смещение применяемого времени относительно UTC составляет +4:00.

## Население
| 2010 |
| ---- |
| 14   |

Гендерный состав
По данным Всероссийской переписи населения 2010 года в гендерной структуре населения мужчины составляли 64,3 %, женщины — соответственно 35,7 %.
Национальный состав
Согласно результатам переписи 2002 года, в национальной структуре населения казахи составляли 47 %, русские — 36 % из 36 человек.

## Улицы
Уличная сеть хутора состоит из двух улиц (ул. Зелёная и ул. Новая).